# Lineaire synthese
In de scheikunde verwijst de term lineaire synthese naar de methodiek die wordt toegepast om een organische of anorganische verbinding te bereiden. Een lineaire synthese bestaat uit een reeks van consecutieve reacties, waarbij een precursor (A) wordt omgezet in een eindproduct (E), meestal met meerdere intermediairen (B, C en D):
{\displaystyle \mathrm {A\ \longrightarrow \ B\ \longrightarrow \ C\ \longrightarrow \ D\ \longrightarrow \ E} }
Wanneer verondersteld wordt dat de opbrengst van iedere individuele reactiestap 50% bedraagt, dan is het totale rendement van deze synthese slechts 6,25%. Een convergente synthese kan dit probleem verhelpen. Bovendien heeft een convergente synthese het grote voordeel dat er minder kans op mislukking bestaat. Als bij de lineaire synthese de laatste reactie (van D naar E) mislukt, dient de volledige synthese te worden hernomen.